# Tombuctú (pel·lícula)
Tombuctú (títol original en anglès Timbuktu) és una pel·lícula pel·lícula d'aventures estatunidenca en blanc i negre del 1959 dirigida per Jacques Tourneur i protagonitzada per Victor Mature i Yvonne De Carlo. Està ambientat a Timbuktu (Àfrica), però es va filmar al Parc Estatal Coral Pink Sand Dunes a Kanab, Utah. Ha estat doblada al català.

## Argument
El 1940, França estava en guerra amb Alemanya. Els francesos han retirat un gran nombre de tropes de les seves possessions africanes, deixant el camí obert a la revolta. El soldat de la fortuna estatunidenc Mike Conway (Victor Mature) veu l'oportunitat de tornar als Estats Units venent armes als tuaregs hostils.
Portant un xamberg i una sahariana, Conway va armat amb una subfusell Thompson i un rellotge de polsera amb una alarma gravada "De Conway a Conway". Es troba caminant a la vora d'una navalla entre un líder tuareg antifrancès (John Dehner) interessat en el subministrament d'armes de Conway, però més disposat a utilitzar les seves taràntules als seus presoners, un imam moderat (Leonard Mudie) que volen la pau, el comandant local de la Legió Estrangera Francesa (George Dolenz), i l'atractiva dona del comandant (Yvonne De Carlo) de qui Conway no pot allunyar-se .

## Repartiment
- Victor Mature com a Mike Conway
- Yvonne De Carlo com a Natalie Dufort
- George Dolenz com el coronel Charles Dufort
- John Dehner com a Emir Bhaki, també conegut com El lleó del desert
- Marcia Henderson com a Jeanne Marat
- Robert Clarke com el capità Girard
- Paul Wexler com a Suleyman
- James Foxx com el tinent Victor Marat

L'actor turc Feridun Çölgeçen va ser acreditat com a assessor tècnic.
Fred Carson va actuar tant com a doble acrobàtic i com a doble de llums de Victor Mature.

## Producció
Originalment, la pel·lícula estava destinada a rodar-se en exteriors en color i pantalla panoràmica basant-se en una idea de Small i Frank Cavett amb Stuart Heisler com a director. Més tard, el guió fou escrit per Horace McCoy. En un moment, la pel·lícula anava a ser realitzada per l'equip de Clarence Greene i Russell Rouse, que estaven fent pel·lícules per Small.
El 1956 el productor Edward Small va registrar diversos títols per a la pel·lícula, entre ells: East of Timbuktu, West of Timbuktu, North of Timbuktu, South of Timbuktu (una tècnica de titulació de pel·lícules que William Witney va descriure com "encaixant la brúixola"), The Road to Timbuktu, i Timbuktu Theme. Tanmateix, finalment es va establir pel títol senzill Timbuktu. Anthony Veillier va signar per escriure un guió.
Mature va signar el febrer de 1958. El rodatge va començar el maig de 1958 a Kanab, Utah. Parts de la pel·lícula es va rodar al Parc Estatal Coral Pink Sand Dunes.
El director Jacques Tourneur va afirmar que el productor Small pensava que la pel·lícula no era prou llarga, així que va inserir plans de reacció de primers plans de diversos actors al llarg de la pel·lícula.
Edward Small es va sentir tan avergonyit per la pel·lícula que va eliminar el seu nom dels crèdits finals.

## Recepció i llegat
L'escriptor i actor Jacques Lourcelles considera que Timbuctú és una de les millors pel·lícules del director Jacques Tourneur.